# Лиан, Торун
Торун Лиан (норв. Torun Lian; род. 15 января 1956, Норвегия) — норвежский драматург, кинорежиссёр, сценаристка и писательница.

## Биография
Торун Лиан училась в гимназии и Норвежской киношколе в Осло. С 1978 года работала в Норвежском национальном театре, Норвежском театре и училась в Государственном театральном институте. Торун написала свою первую пьесу для детей в Национальном театре. В 1980-х годах Торун Лиан написала уже 3 пьесы, затем опубликованные в виде книги, за которую она была награждена норвежской литературной премией. Также Лиан писала сценарии для кинокартин.

## Фильмография
| Год  | Название                                                 | Участие             |
| ---- | -------------------------------------------------------- | ------------------- |
| 1991 | Det finnes noen som er mindre enn Anna (короткометражка) | режиссёр, сценарист |
| 1991 | Фрида — с сердцем на ладони                              | сценарист           |
| 1992 | Afrika                                                   | сценарист           |
| 1998 | Только облака закрывают звезды                           | режиссёр, сценарист |
| 2002 | Падающее небо                                            | сценарист           |
| 2004 | Цвет молока                                              | режиссёр, сценарист |
| 2009 | Вегас                                                    | сценарист           |
| 2013 | Виктория: История любви                                  | режиссёр, сценарист |

## Награды
- 1988: Премия Тарьея Весоса за работу над тремя пьесами
- 1991: Премия «Аманда» за работу над фильмом «Фрида»
- 1995: Скандинавская детская книжная премия
- 1995: Литературная ассоциация школьных библиотек за роман «Только облака закрывают звезды»
- 1998: Премия «Аманда» за работу над фильмом «Только облака закрывают звезды»
- 1998: Лучший скандинавский детский фильм — «Только облака закрывают звезды»
- 2005: «Хрустальный медведь» за работу над фильмом «Цвет молока»
- 2010: Премия «Аманда» за работу над фильмом «Вегас» и другие награды